# Lindwedel
Lindwedel település Németországban, azon belül Alsó-Szászország tartományban. Lakosainak száma 2805 fő (2023. december 31.).

## Népesség
A település népességének változása:
| Lakosok száma | 2644 | 2631 | 2661 | 2729 | 2782 | 2805 |
|               | 2016 | 2017 | 2019 | 2021 | 2022 | 2023 |